# Atherina presbyter
Espèce
Statut de conservation UICN

 LC  : Préoccupation mineure
Synonymes
Voir texte.
Atherina presbyter est une espèce de poissons marins du genre Atherina, appelée prêtre, trogue (Arcachon), troyne, faux éperlan, petit curé, belek bihan, prêtro, petit prêtre, prêteau, rosette, roseré, grasdeau, grado, ou kanchua. À tort, Atherina presbyter est également appelé éperlan, mais aussi athérine ou joël, entrainant la confusion avec Atherina boyeri.

## Aire de répartition et habitat
Atherina presbyter est présent dans l'océan Atlantique est, entre les îles Anglo-Normandes au Nord et les îles Canaries, les îles du Cap-Vert et la Mauritanie au Sud. On le trouve également dans l'Ouest de la mer Méditerranée.
Ce poisson vit dans les zones côtières, les ports et les estuaires.

## Description
Atherina presbyter dépasse rarement vingt centimètres et vit quatre ans maximum. Ses flancs sont parcourus par une mince bande argentée. Le corps est élancé et la bouche large, à ouverture oblique, est protactile.
Il a un comportement grégaire, et s'éloigne des côtes durant l'hiver.

## Alimentation
Atherina presbyter se nourrit principalement de zooplancton.

## Reproduction
La reproduction a lieu au printemps et en été.

## Pêche récréative
Les Atherina presbyter sont appréciées par de nombreux pêcheurs amateurs.

## Synonyme
Ce taxon admet comme synonyme :
- Hepsetia presbyter (Cuvier, 1829)